# Otto Lensch
Otto Lensch (* 17. Oktober 1891 in Berlin; † 30. Oktober 1975 in Stuttgart) war ein deutscher Kapitän zur See der Reserve der Kriegsmarine, Teilnehmer am Kapp-Putsch und Freikorps-Mitglied.
Lensch war einer von 13 Offizieren, die den Dienstgrad eines Kapitäns zur See der Reserve in der Kriegsmarine erreichte.

## Leben
Otto Lensch trat im April 1910 in die Kaiserliche Marine ein. Am 22. März 1916 wurde er Oberleutnant zur See. Später war er bis März 1917 als 2. Funk- und Telegrafsoffizier auf der Friedrich der Große und war dann ein Monat Wachoffizier auf U 46. Als Funk- und Telegrafsoffizier war er kurz bis Mai 1917 im Stab der Hochseestreitkräfte, um bis Februar 1918 als Wachoffizier auf V 45 und V 27 zu dienen. Bis Kriegsende war er dann Kommandeur von V 45. Am 24. November 1919 wurde er mit dem Charakter als Kapitänleutnant aus der Marine verabschiedet.
Mitte März 1920 war er am Kapp-Putsch beteiligt. Wolfgang Kapp hatte ihn direkt um Unterstützung bei der Pressearbeit gebeten, sodass er zum engen Kern des Putsches gezählt werden kann. Lensch, völlig unerfahren in Pressearbeit, hatte daraufhin Paul Bredereck, welcher zu Putschbeginn in die Reichskanzlei gekommen war, dort um Unterstützung gebeten. Lensch, einstweiliger Leiter des „Presseamtes“, hatte bereits den Oberleutnant Franz von Knobelsdorff zur Unterstützung erhalten. Bredereck, wegen Unterschlagung gesucht, stimmte der Mitarbeit zu und wurde Sprecher auf den täglich stattfindenden Pressekonferenzen. Später wurde Bredereck neben Walter Harnisch als Pressechef geführt. Lensch war „im Presseamt“ neben Alexander de la Croix eingesetzt und Ignaz Trebitsch-Lincoln fungierte als Oberzensor. Nach dem Scheitern des Staatsstreichs erfolgte keine Strafverfolgung gegen Lensch.
Lensch war als Mitglied des Selbstschutzes Oberschlesien im Dritten Aufstand in Oberschlesien im Mai 1921 als Führer des Selbstschutz-Bataillons „Marienburg“ bei dem Sturm auf den Annaberg beteiligt. Als eines von zwei Bataillonen konnte das Bataillon „Marienburg“ am 22. Mai 1921 die Dörfer Wielmierzowitz, Januschkowitz und Krassowa erobern.
Lensch wurde als Nachfolger von Georg von Neufville 1933 letzter Landesführer in Baden und Württemberg des Stahlhelms. Im November 1935 verkündete er, die Auflösung des Stahlhelms war vorgesehen, die Auflösung des Landesverbandes.
Später in die Kriegsmarine übernommen, war er dort von August 1939 bis Oktober 1939 Stabsoffizier im Stab des Kommandanten des Abschnitts Norderney beim Küstenbefehlshaber Ostfriesland. Als Dritter Admiralstabsoffizier war er dann für drei Jahre bei der Marinestation der Nordsee. Im November/Dezember 1942 war er als Fregattenkapitän d. R. kurz Chef der 4. Vorpostenflottille und übernahm anschließend bis Mai 1943 die neu aufgestellte 6. Vorpostenflottille. Von Juni 1943 bis zur Auflösung im Dezember 1944 war er dann Chef der 2. Vorpostenflottille und Chef der Geleitstelle St. Malo. Am 1. September 1944 wurde er zum Kapitän zur See d. R. befördert und erhielt am 26. September 1944 das Deutsche Kreuz in Gold verliehen. Mit der Aufstellung im Januar 1945 in Swinemünde war er bis Kriegsende Kommandeur der Sicherungs-Lehr-Division. Nach Kriegsende kam er in Kriegsgefangenschaft, aus welcher er im August 1945 entlassen wurde.